# Koercja ferroelektryczna
Koercja ferroelektryczna – zewnętrzne pole elektryczne, jakie należy przyłożyć do ferroelektryka, aby zmniejszyć do zera jego polaryzację szczątkową (pozostałą po usunięciu polaryzującego pola elektrycznego).